# Кратет (комедіограф)
Кратет — відомий давньогрецький комедіограф, попередник Аристофана. Жив у V ст. до н. е.

## Життєпис
Народився й жив у Афінах. Представник старої аттичної комедії. Стосовно особистого життя нічого не відомо. Всього він написав 10 комедій. Найвідомішою є «Звірі». Це казка, в якій йдеться про те, як тварини та неживі предмети стали слугувати людині.
Перший виступ Кратета пов'язують з 450 роком до н. е. До того, напевне, він був комедійним актором. За Аристотелем Кратет перший став займатися обробкою діалогу та фабули.

## Твори
- Звірі
- Герої
- Метеки
- Саміоні
- Ламіа
- Сусіди
- Оратори
- Ігри
- Кайданник
- Зухвалі справи.